# Fondo Latinoamericano de Reservas
Der Fondo Latinoamericano de Reservas (FLAR) wurde 1978 als Fondo Andino de Reservas (FAR / englisch: Andean Reserve Fund / deutsch: Anden-Reservefonds) gegründet, um dem Bedürfnis Boliviens, Kolumbiens, Ecuadors, Perus und Venezuelas nach einer eigenen Finanzinstitution nachzukommen, die Probleme zu lösen, die sich aus den Ungleichgewichten im außenwirtschaftlichen Sektor ihrer Volkswirtschaften ergeben, und um den regionalen Integrationsprozess zu erleichtern.
Im Jahr 1989 wurde FAR auf der soliden Grundlage einer voll funktionsfähigen Einrichtung zum Lateinamerikanischen Reservefonds (FLAR), da die Andenländer daran interessiert waren, den Wirkungskreis auf ganz Lateinamerika auszuweiten. So traten Costa Rica, Uruguay und Paraguay 2001, 2008 bzw. 2015 dem FLAR bei, und 2022 wurde die chilenische Zentralbank als assoziierte Zentralbank Mitglied des FLAR.
Die Zentralbanken folgender Länder haben folgende Kapitalbeträge zugesagt (Subcribed capital) bzw. eingezahlt (Paid-in capital):
| Land           | Beitritt   | Zugesagtes Kapital in USD | Eingezahltes Kapital in USD |
| -------------- | ---------- | ------------------------- | --------------------------- |
| Bolivien [3]   | 10.06.1988 | 328.125.000               | 281.592.288                 |
| Chile [4]      | 02.03.2022 | 600.000.000               | 501.236.102                 |
| Kolumbien [5]  | 10.06.1988 | 656.250.000               | 563.320.947                 |
| Costa Rica [6] | 30.03.1999 | 656.250.000               | 563.467.131                 |
| Ecuador [7]    | 10.06.1988 | 328.125.000               | 281.650.711                 |
| Paraguay [8]   | 19.03.2015 | 328.125.000               | 281.148.668                 |
| Peru [9]       | 10.06.1988 | 656.250.000               | 563.266.762                 |
| Uruguay [10]   | 30.05.2009 | 328.125.000               | 282.198.736                 |
| Venezuela [11] | 10.06.1988 | 656.250.000               | 38.718.703                  |
| Gesamt         |            | 4.537.500.000             | 3.356.600.048               |